# 捷克經濟
捷克經濟在中欧的新兴民主国家其中最为发达的。自奥匈帝国时期起，捷克就是中欧经济最为发达的地区，捷克拥有一个高度工业化的经济体。
捷克的主要经济产业有重型及普通机械制造、钢铁、金属、化工、电子、交通运输设备、纺织、玻璃、酿酒、瓷器、陶瓷、和制药等。主要农产品有甜菜、土豆、小麦、啤酒花等。目前，捷克的人均GDP达到22,000美元。捷克是欧盟、经合组织和世界贸易组织的会员。

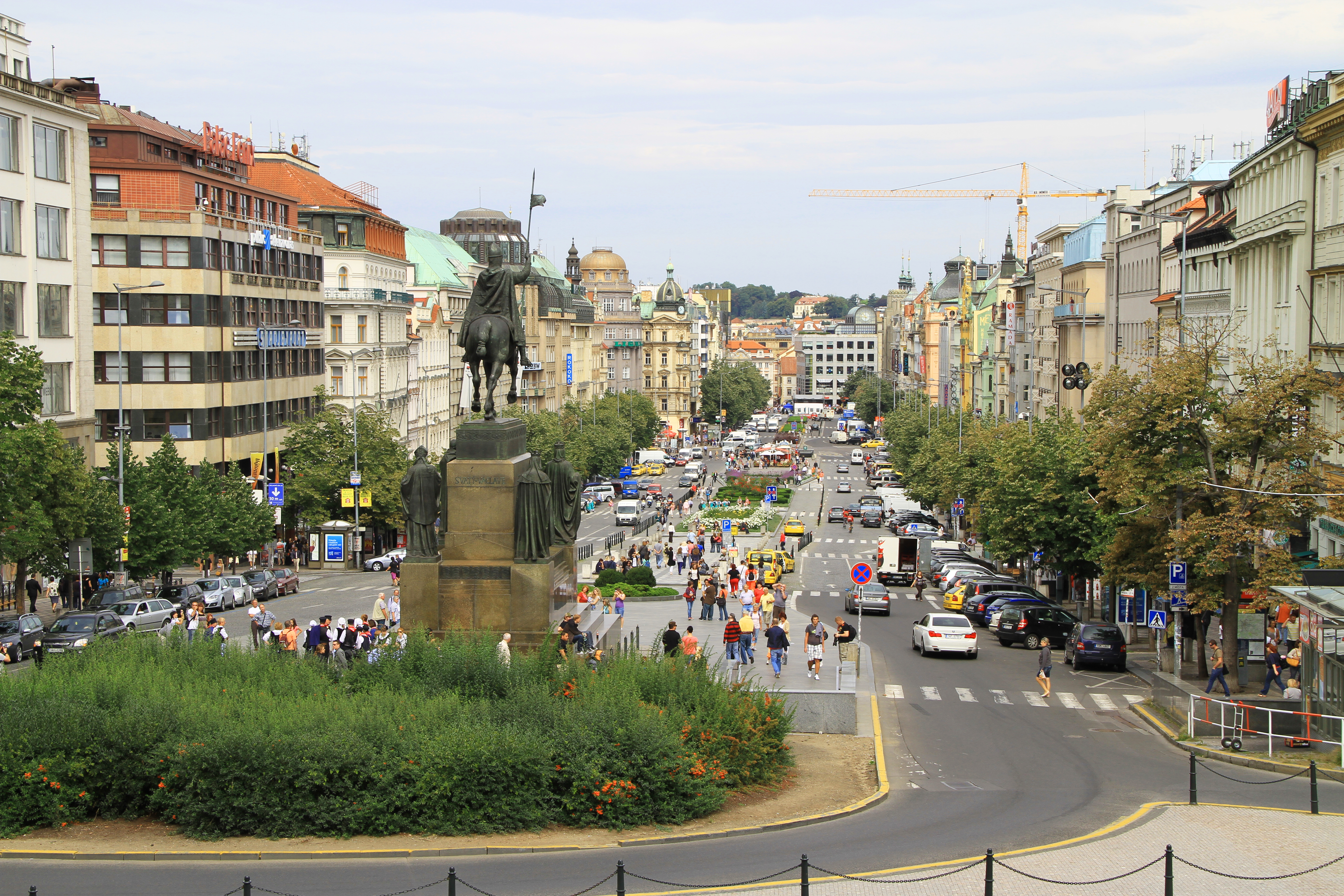
瓦茨拉夫廣場
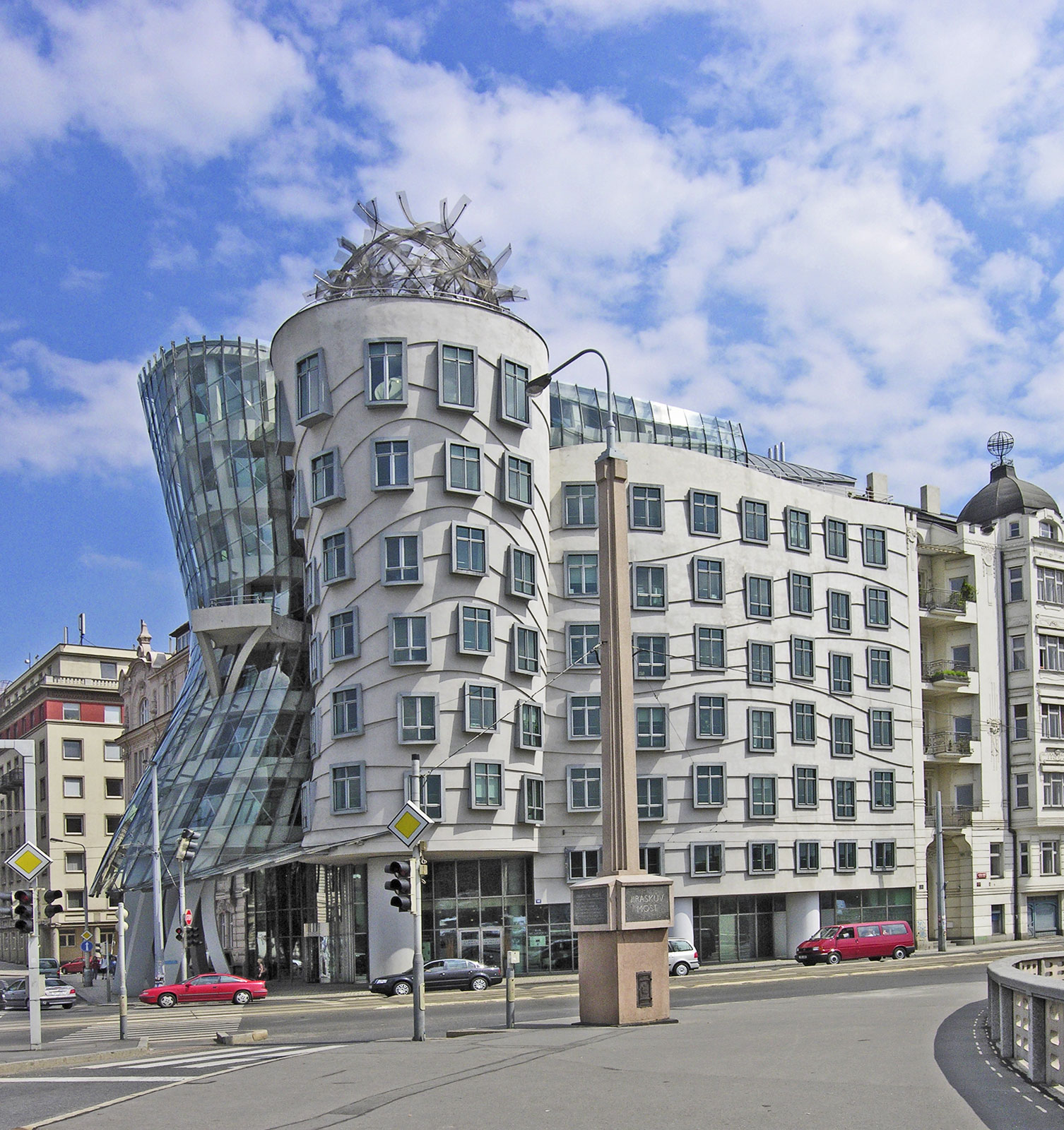
跳舞的房子觀光街
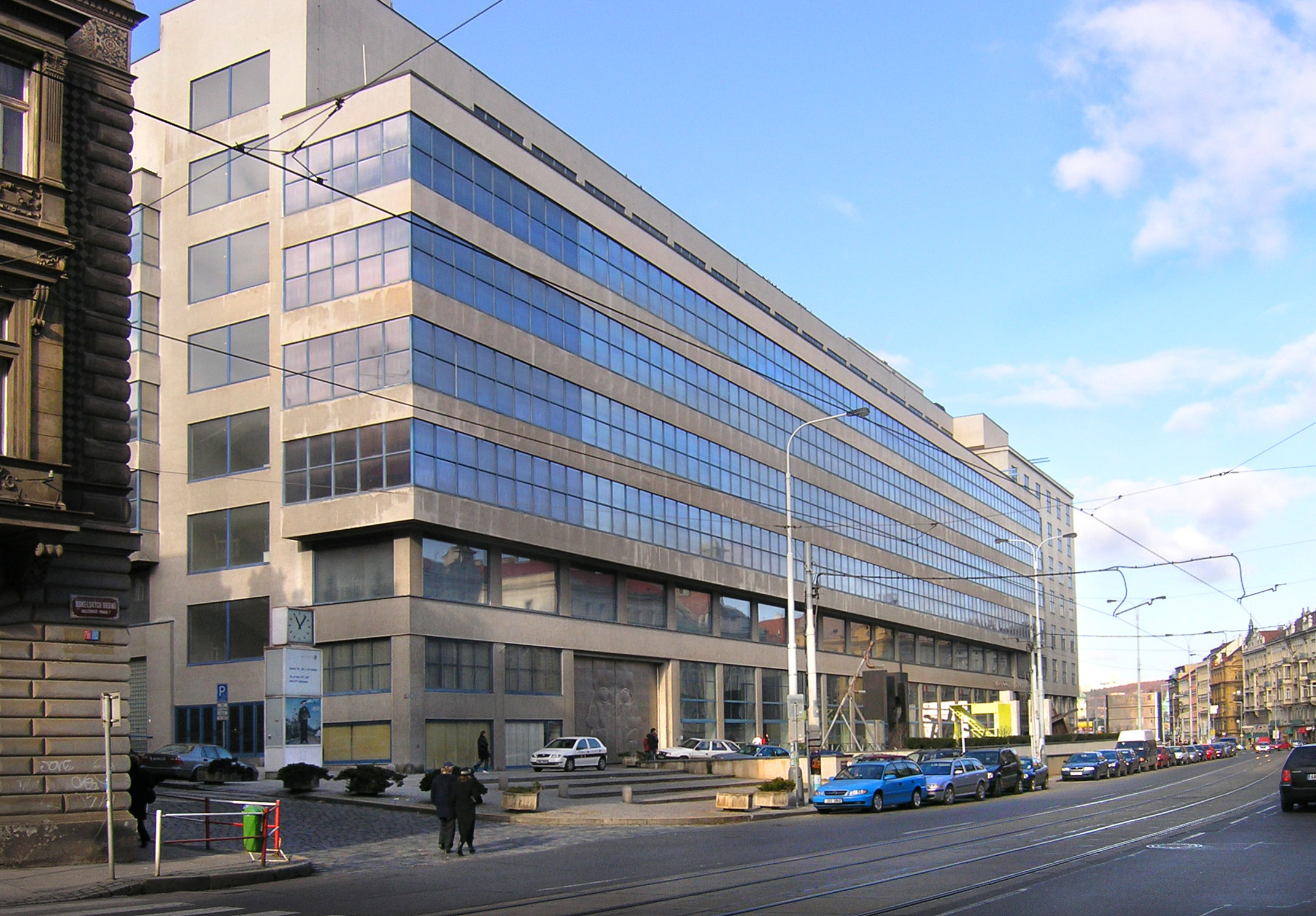
國立美術拍賣館